# پایگاه هوایی وراژدبنا
پایگاه هوایی وراژدبنا  (به انگلیسی: Vrazhdebna Air Base) (به زبان بومی: Bulgarian Air Force) یک فرودگاه نظامی   است که یک باند فرود آسفالت دارد و طول باند آن ۳۶۰۰ متر است. این فرودگاه در شهر صوفیه کشور بلغارستان قرار دارد و در ارتفاع ۵۳۲ متری از سطح دریا واقع شده است.